# Bitis parviocula
Bitis parviocula là một loài rắn trong họ Rắn lục. Loài này được Böhme mô tả khoa học đầu tiên năm 1976.